# Léto
Pour les articles homonymes, voir Léto (homonymie).
Pour l’article ayant un titre homophone, voir L'Étau.
Dans la mythologie grecque, Léto (en grec ancien Λητώ / Lêtố) ou Latone (en latin Latona) est l'une des amantes de Zeus. 
Fille de Céos et Phébé, sœur d'Astéria, elle est la mère d'Artémis et d'Apollon.

## Étymologie
Au XIXe siècle, William Smith a proposé d'interpréter son nom à partir du verbe λανθάνω / lanthánô (« échapper à la connaissance de », sur la même racine que lateo en latin). Il signifierait « celle qui est cachée ». 
Plus précisément, Léto serait le diminutif en -ố du nom de la « Nuit » représenté par le védique ratri (Râtri (en)) < *láh-trih « Celle-qui-couvre / cache »,. L'épithète de Nychia, « Nocturne », irait dans le sens de cette interprétation. La déesse est encore décrite comme « Leto en robe sombre », Λητὼ κυανόπεπλον (Th. 406), Λητὼ κυανόπεπλε (OH 35.1).

## Mythologie
Léto serait née sur l'île de Kos, ou selon Diodore de Sicile, en Hyperborée. D’après Hésiode, elle est la fille du Titan Céos et de sa sœur Phébé. Selon les premiers mythographes, elle est l'épouse de Zeus avant que celui-ci ne convole avec Héra. L'un des Hymnes homériques la mentionne dans l'histoire de Niobé, et Homère la montre amie des Troyens pendant la guerre de Troie, comme son fils Apollon.
De nombreux auteurs antiques évoquent la liaison entre Zeus et Léto : Hésiode dans Théogonie et dans une version plus détaillé, Apollodore dans sa Bibliothèque. Léto devient l'une des nombreuses maîtresses de Zeus encourant la colère d'Héra : cette dernière interdit à la terre d'accueillir la parturiente et décrète que ses enfants ne devraient pas naître dans un lieu rattaché à la terre. Elle fait poursuivre Léto par le serpent Python ou, alternativement, celui-ci ayant appris par un oracle de sa mère Gaïa sur le mont Parnasse (à proximité du futur oracle de Delphes) que la descendance de Léto doit le mener à sa propre mort, il la poursuit pour la tuer. Léto erre jusqu'à trouver l'île d'Ortygie, qui, flottant entre terre et mer, n'encourt pas la malédiction d'Héra. Léto fixe au fond de la mer l'île qui prend le nom de Délos (en grec Δῆλος / Dễlos). Une autre version dit que Poséidon, à qui Zeus l'a envoyée, poussée par le souffle de Borée, la protège. Mais, pour ne pas contrarier sa sœur Héra, tous deux se dirigent vers l'île d’Ortygie et il la recouvre par les flots pour la cacher de Python qui s'en retourne chez lui. Puis Poséidon rehausse l'île à la surface en retirant les eaux. Léto y donne naissance à Artémis-« Lune » et Apollon-« Soleil ». 

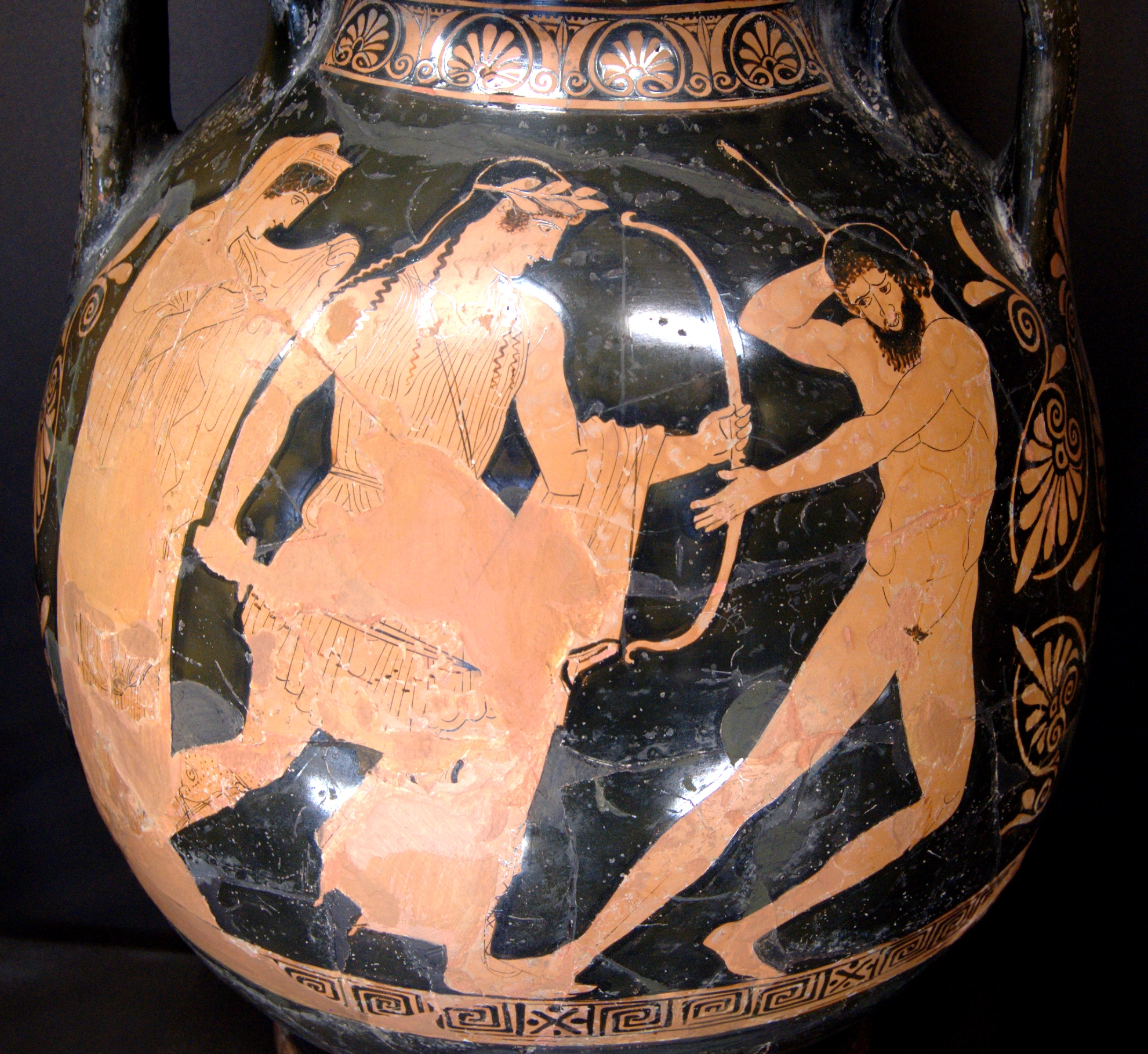
Apollon frappant de ses flèches Tityos, qui a essayé d'enlever sa mère Léto. Face A d'un pélikè attique à figures rouges, v. 450-440 av. J.-C.

Une variante indique qu'Héra a retenu prisonnière Ilithyie, déesse de l'accouchement. Les autres dieux finissent par la libérer, permettant à Léto d'accoucher.
Mais Héra n'arrête pas pour autant ses tourments. Après avoir mis au monde ses deux enfants, Léto se rend en Lycie et décide de faire la toilette de ses enfants dans le Xanthe. Mais sur l'ordre d'Héra, les paysans du lieu viennent troubler l'eau pour l'en empêcher. Excédée, la déesse les fait chasser par des loups, puis les transforme en grenouilles.
Ses enfants lui vouent un profond amour. Apollon tue le monstrueux serpent Python qui avait persécuté sa mère pendant sa grossesse, et massacre, avec sa sœur Artémis, presque tous les enfants de Niobé pour avoir osé se comparer à leur mère.
Son nom est également attaché à celui de Tityos, qui tente d'abuser d'elle, mais est durement châtié.
Quant à Délos, selon une autre tradition[Laquelle ?], Astéria, sœur de Léto, voulant échapper à Zeus, aurait été transformée en caille (en grec ὄρτυξ / órtux) par le dieu, d'où le nom d'Ortygie pour l'île.

## Culte
Léto est vénérée à Délos en même temps que ses enfants. Elle y a un petit temple situé entre le temple d'Apollon et le lac sacré. Son culte est également célébré à Argos. Avec Héra, elle préside à la naissance des hommes, et les mères, dans leurs angoisses et leurs souffrances, lui adressent des invocations[réf. nécessaire]. Mais son principal sanctuaire, le Létôon, se trouvait en Lycie, au sud-ouest de la Turquie actuelle.

## Représentations antiques
Dans l'art antique, Léto est représentée au sein de la triade délienne ou apollinienne, qu'elle forme avec ses enfants : Léto et Artémis encadrant Apollon sont figurés sur des vases attiques à figures noires, et les trois sont représentés dans une même scène de la Gigantomachie de l'Autel de Zeus de Pergame. Léto est également une figure courotrophe, portant ses enfants dans ses bras.
Léto est figurée dans une peinture murale à l'encaustique d'Herculanum, Les Joueuses d'osselets, réalisée par Alexandre l'Athénien au Ier siècle.

## Postérité

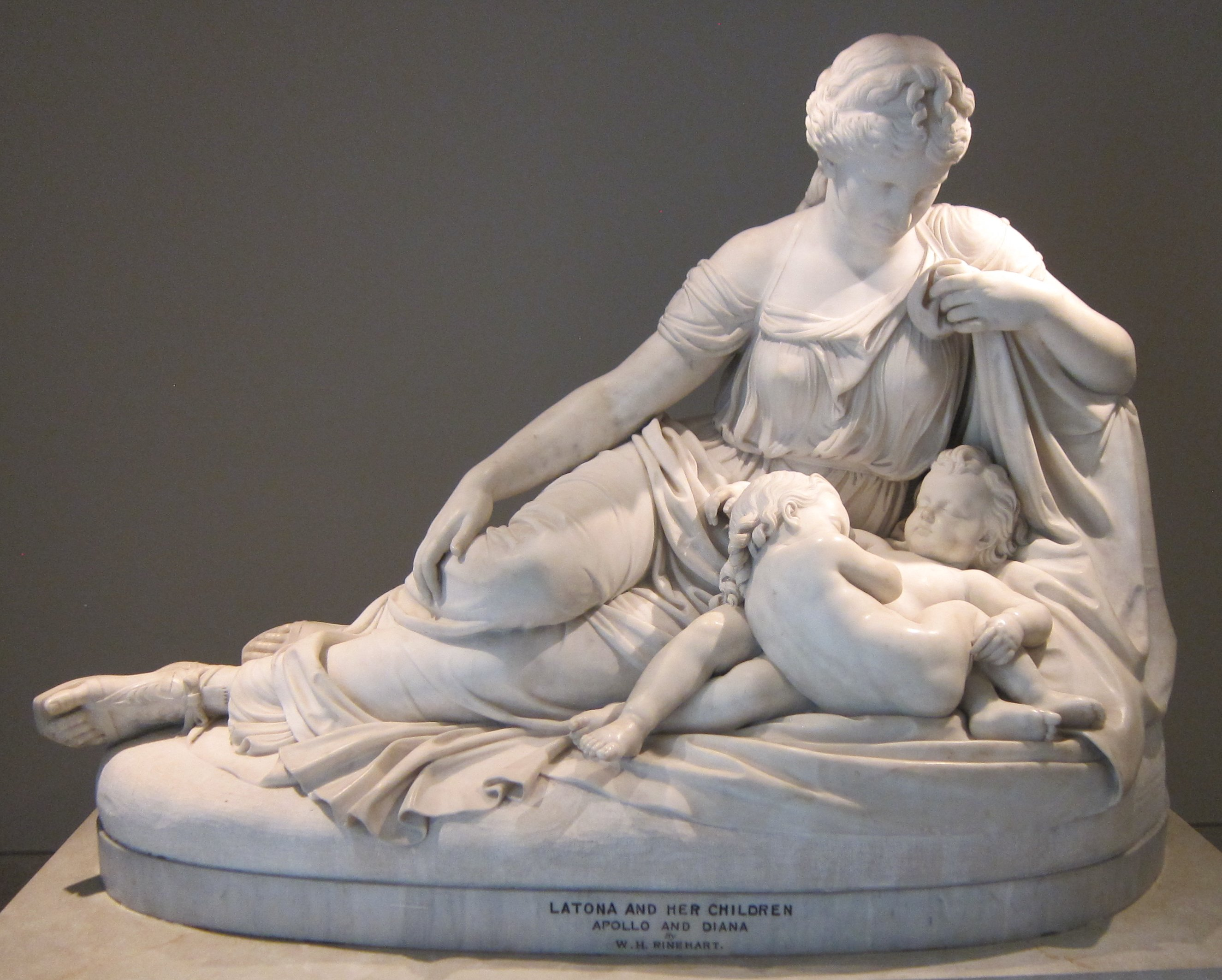
Léto et ses enfants Apollon et Artémis, par (1874).

L'histoire de Léto et des paysans lyciens est souvent représentée à l'époque moderne. Il se retrouve notamment dans la statue Latone protège ses deux enfants Apollon et Artémis contre les crachats des paysans de Lycie de 1665 par Gaspard Marsy, installée au centre du parterre de Latone, un élément du jardin de Versailles. La statue peut être interprétée comme l'image d'Anne d'Autriche défendant Louis XIV et son frère Philippe contre les frondeurs[réf. à confirmer].
Léto et ses enfants Apollon et Artémis est un groupe sculpté de William Henry Rinehart (en), réalisé en 1874 et conservé au Metropolitan Museum of Art de New York.
Dans la saga romanesque Dune, Frank Herbert donne le prénom Léto à deux de ses personnages, le duc Leto Atréides, et son petit-fils Leto Atréides II.

### Sources antiques
- Pseudo-Apollodore, Bibliothèque [détail des éditions] [lire en ligne] (I, 2, 2 ; I, 4, 1).
- Hésiode, Théogonie [détail des éditions] [lire en ligne] (vers 404 et 918).
- Homère, Odyssée [détail des éditions] [lire en ligne] (XI, 580).
- Ovide, Métamorphoses [détail des éditions] [lire en ligne] (VI, 185 et suivants).